# Megobrium edwardsii
Megobrium edwardsii är en skalbaggsart som beskrevs av Leconte 1873. Megobrium edwardsii ingår i släktet Megobrium och familjen långhorningar. Inga underarter finns listade i Catalogue of Life.